# Atelopus marinkellei
Atelopus marinkellei is een kikker uit de familie padden (Bufonidae) en het geslacht klompvoetkikkers (Atelopus). De soort werd voor het eerst wetenschappelijk beschreven door Cochran en Goin in 1970. De soortaanduiding marinkellei is een eerbetoon aan Cornelis Johanes Marinkelle.
Atelopus marinkellei leeft in delen van Zuid-Amerika en komt endemisch voor in Colombia. De kikker is bekend van een hoogte van 2660 tot 3450 meter boven zeeniveau. De soort komt in een relatief klein gebied voor en is hierdoor kwetsbaar. Door de internationale natuurbeschermingsorganisatie IUCN wordt de soort beschouwd als ‘kritiek’.